# Teschenit
Teschenit ist ein ultramafisches bis mafisches, relativ gleichkörniges magmatisches Gestein mit der Zusammensetzung eines Analcim-führenden alkalischen Gabbros oder Dolerits.

## Etymologie und Erstbeschreibung

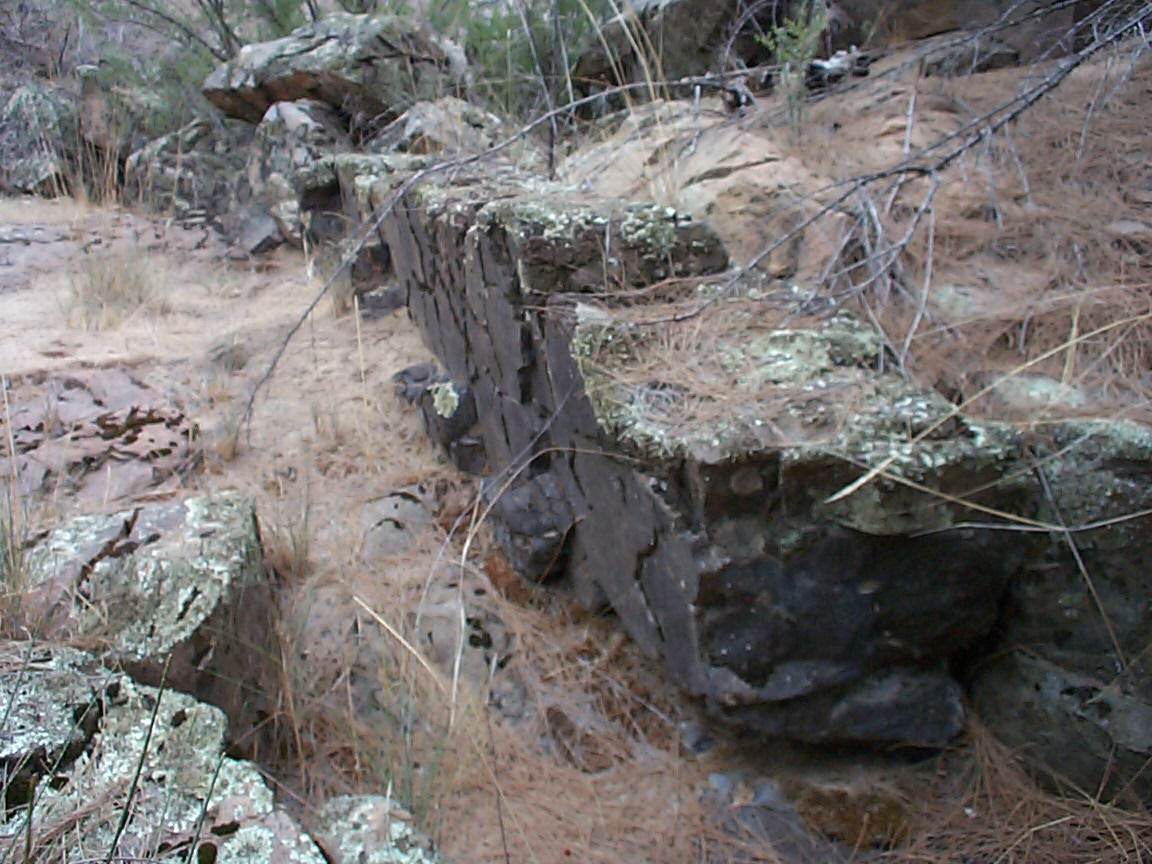
Teschenitgang an der Red Rocks Gorge des Murrumbidgee River in Südostaustralien

Das Wort Teschenit leitet sich von seiner Typlokalität, der Stadt Teschen in Österreichisch-Schlesien, ab, die nach dem Ersten Weltkrieg in das tschechische Český Těšín und das polnische Cieszyn geteilt wurde. Das Gestein wurde erstmals von Ludwig Hohenegger im Jahre 1861 wissenschaftlich unter der Bezeichnung Teschinit beschrieben. Ferdinand Zirkel führte 1866 die heute gebräuchliche Bezeichnung ein.

## Definition
Gemäß dem Klassifizierungsschema magmatischer Gesteine von Roger LeMaitre (2002) würden plutonische Varietäten des Teschenits als Olivingabbro und vulkanische Varietäten als Pikrit oder Pikrobasalt eingestuft werden. Um jedoch ihre Eigenständigkeit aufrechtzuerhalten, definieren Gibb und Henderson (2006) Teschenite wie folgt:

„Teschenite sind mittel- bis feinkörnige magmatische Gesteine, die aus Plagioklas und Klinopyroxen sowie untergeordnetem Analcim bestehen. Olivinteschenite können bis zu 20 Volumenprozent Olivin enthalten.“

## Auftreten
Die mesokraten (Farbzahl M' = 35 bis 65), mittel- bis grobkörnigen, hypidiomorphen, dunkelgrün bis schwarz gefärbten Teschenite treten neben ihrer plutonischen Erscheinung (als Lakkolith) vorwiegend hypabyssisch als subvulkanische Ganggesteine (Gänge und Lagergänge) auf. Untermeerische Extrusionen unter Bildung von Kissenlava sowie Laven und Pyroklastika sind ebenfalls bekannt.

## Petrologie

### Petrographie

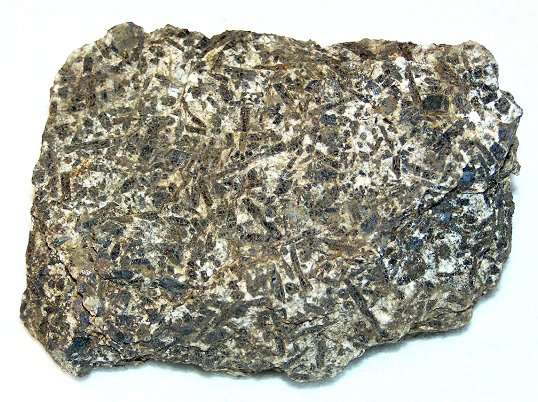
Teschenit aus Polen

Der Teschenit führt als Phänokristalle 0,2 bis 2 Millimeter großen Olivin, bis 15 Millimeter großen, violettbraunen, titanhaltigen, gelegentlich zonierten Augit (mit pyramidaler Sektorenzonierung), manchmal auch Diopsid oder Ägirinaugit, bis 4,5 Millimeter großen, tafelförmigen und manchmal radialstrahlig angeordneten Plagioklas (Andesin bis Labradorit), bis 6 Millimeter große, titanreiche rotbraune Biotittafeln, 0,5 Millimeter großen, Zwickel füllenden Analcim, Eisen-Titan-Oxide (1,0 bis 2,5 Millimeter großen Titanomagnetit, Magnetit und Ilmenit) und 0,2 bis 0,8 Millimeter lange Fluorapatitnadeln. 
Die Gehalte an Nephelin sind im Unterschied zum Theralith gering. In Gängen kann brauner Kaersutit (Amphibol bzw. Hornblende) oder Barkevikit (Amphibol) hinzutreten. 
Die Grundmasse enthält Alkalifeldspate (Albit, Sanidin, Anorthoklas), Plagioklas, Amphibol, Biotit, Analcim, Apatit, Titanit und/oder Eisen-Titan-Oxide. Sie kann glasig oder auch sehr analcimreich ausgebildet sein. Sekundärminerale sind Calcit, Chlorit, Epidot, Goethit, sehr seltener Hibschit (ein Hydrogranat) sowie die Zeolithe Natrolith, Prehnit und faseriger Thomsonit. 
Modal zeigen Teschenite in etwa folgende Mineralogie:
- Titanaugit – 45 Volumenprozent
- Plagioklas – 30 Volumenprozent
- Olivin – 10 bis 15 Volumenprozent
- Barkevikit – unter 5 Volumenprozent
- Akzessorien: Apatit (bis 1,2 Volumenprozent), Ilmenit, Pyrit, Titanomagnetit

Das Gefüge von Tescheniten ist ophitisch, subophitisch oder pegmatoid. 

### Varietäten und Synonyme
Deutlich Olivin-betonte Varietäten werden als Olivinteschenit bezeichnet. Cuyamit ist eine Olivin-freie bzw. Olivin-arme Teschenitvarietät. Crinanit ist mittelkörnig und der Begriff wird oft auch synonym verwendet. Lugarit, benannt nach dem Lagergang des Lugar Sill in Schottland, ist eine weitere Teschenitvarietät, die sich durch eine Vorherrschaft von Titanaugit- und Kaersutit-Phänokristallen auszeichnet, im Gegenzug aber nur wenig Labradorit und Analcim enthält. Olivin ist anwesend. Bogusit ist ein weiteres Synonym für Teschenit. Sich an Theralite annähernder Teschenit wird als theralitischer Teschenit (mit Anorthit-reichem Plagioklas), unter ansteigendem Alkalifeldspatgehalt mit Tendenz hin zu Monzonit als Monzoteschenit und weiter zu Syenit als Syenoteschenit bezeichnet.

### Geochemische Zusammensetzung
Folgende geochemisch Analysen sollen die Zusammensetzung von Tescheniten veranschaulichen:

#### Hauptelemente
| Oxid Gew. % | Samtskhe Georgien | Guria Georgien | Shiant Isles | Silesikum 28 Analysen | Olivinteschenit Polen | Teschenit Polen | Syenoteschenit 12 Analysen | Mallorca 6 Analysen | Whangārei Neuseeland |
| ----------- | ----------------- | -------------- | ------------ | --------------------- | --------------------- | --------------- | -------------------------- | ------------------- | -------------------- |
| SiO2        | 46,82             | 49,46          | 43,01        | 41,42                 | 39,74                 | 43,44           | 43,13                      | 43,94               | 45,08                |
| TiO2        | 1,69              | 1,30           | 1,48         | 2,66                  | 3,88                  | 3,26            | 2,47                       | 3,01                | 2,56                 |
| Al2O3       | 17,60             | 14,32          | 16,18        | 14,11                 | 11,89                 | 15,18           | 15,87                      | 16,43               | 12,44                |
| Fe2O3       | 8,96              | 10,70          | 12,04        | 11,58                 | 10,41                 | 11,42           | 12,31                      | 10,34               | 10,20                |
| MgO         | 5,22              | 9,36           | 9,37         | 6,21                  | 11,43                 | 5,15            | 4,06                       | 4,71                | 8,06                 |
| MnO         | 0,15              | 0,16           | 0,19         | 0,17                  | 0,15                  | 0,18            | 0,18                       | 0,17                | 0,29                 |
| CaO         | 10,11             | 9,09           | 9,87         | 13,25                 | 12,29                 | 12,33           | 9,75                       | 8,72                | 10,43                |
| Na2O        | 4,22              | 3,78           | 2,38         | 2,75                  | 3,74                  | 3,17            | 3,63                       | 3,42                | 3,53                 |
| K2O         | 4,15              | 1,46           | 0,20         | 2,08                  | 1,66                  | 2,76            | 2,75                       | 3,75                | 0,80                 |
| P2O5        | 1,12              | 0,36           | 0,12         | 0,71                  | 0,54                  | 0,67            | 1,09                       | 0,85                | 0,52                 |
| S           | 0,60              | 0,01           | 0,54         |                       |                       |                 |                            |                     | 0,10                 |

Das Auftauchen von Feldspatvertretern in Tescheniten wie Analcim oder gelegentlich auch etwas Nephelin belegt die an Silizium untersättigte Natur der Gesteine.

#### Spurenelemente
| Spurenelemente ppm | Samtskhe | Guria | Shiant Isles | Mallorca | Bludovicze | Punców | Swietoszowka |
| ------------------ | -------- | ----- | ------------ | -------- | ---------- | ------ | ------------ |
| Cr                 | 14       | 12    | 1674         |          | 15,2       | 7,1    | 420          |
| V                  | 243      | 144   | 305          |          |            |        |              |
| Co                 | 15       | 39    | 72           |          |            |        |              |
| Ni                 | 15       | 132   | 246          | 22,4     | 82         | 15     | 239          |
| Cu                 | 140      | 76    | 152          | 27       |            |        |              |
| Zn                 | 69       | 69    | 87           | 84,2     |            |        |              |
| Rb                 | 45       | 14    | 4,11         | 80,4     | 20         | 87     | 26           |
| Sr                 | 2152     | 890   | 1674         | 1177     | 778        | 2002   | 765          |
| Zr                 | 200      | 142   | 87           | 293      | 132        | 171    | 184          |
| Ba                 | 1680     | 264   | 46           | 938      | 366        | 1359   | 704          |
| Pb                 | 23       | 7     | 1,23         | 7,8      |            |        |              |

#### Isotopenverhältnisse

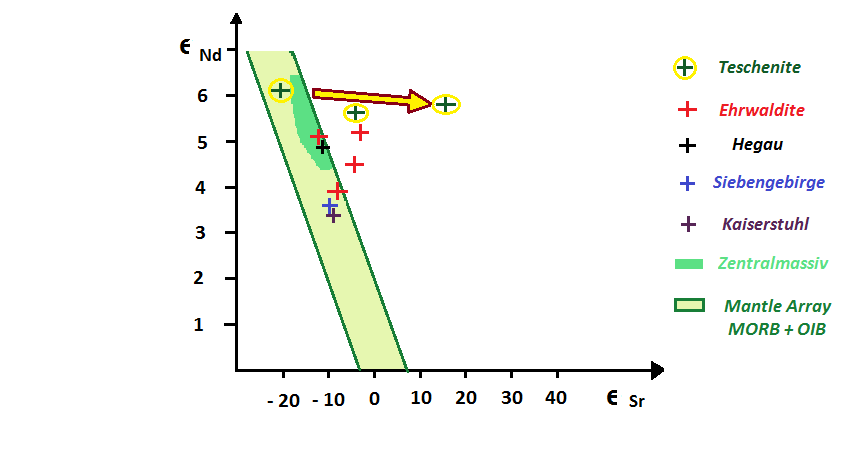
Sr-Nd-Isotopendiagramm mit Position der Teschenite (grüne Kreuze, umrandet mit gelbem Kreis) im Vergleich zu anderen europäischen Magmatiten. Der Pfeil markiert den Differenzierungstrend in Richtung Anreicherung von ^{87}Sr/^{86}Sr

Folgende Isotopenverhältnisse wurden an Tescheniten ermittelt:
| Isotopenverhältnis | Bludovicze | Punców  | Swietoszowka |
| ------------------ | ---------- | ------- | ------------ |
| 143Nd/144Nd        | 0,51290    | 0,51287 | 0,51288      |
| 87Sr/86Sr          | 0,70569    | 0,70425 | 0,70305      |
| εNd                | 5,81       | 5,59    | 6,11         |
| εSr                | 17,12      | - 4,57  | - 20,94      |

Die vorhandenen Sr-Nd-Isotopenverhältnisse zeigen relativ hohe und konstante Neodymwerte (um + 6), die sich der abgereicherten DMM-Komponente (+ 10) annähern. Primitive Endglieder liegen im oder in Nähe des Mantle Array. Differenzierte Teschenite entfernen sich jedoch vom Mantle Array und entwickeln sich hin zu hohen Strontiumverhältnissen, die eine Kontamination des ursprünglichen Mantelmagmas entweder durch AFC-Prozesse (Assimilation und fraktionierte Kristallisation) oder durch metasomatische Fluide zu erkennen geben. Die primitiveren Glieder sind verwandt mit Magmatiten des französischen Zentralmassivs, kreidezeitlichen Lamprophyren aus den Pyrenäen und den Ehrwalditen, die tektonisch und zeitlich eine vergleichbare Stellung einnehmen. Eine nahezu identische Entwicklung manifestieren Magmatite aus dem Mecsek in Ungarn (Pannonisches Becken).

## Umwandlungen
Teschenite können starken Umwandlungserscheinungen durch hydrothermale Metasomatose wie beispielsweise Chloritisierung, Serpentinisierung, Iddingsitisierung, Saussuritisierung, Karbonatisierung, Silifizierung und Zeolithisierung unterliegen.

## Vorkommen

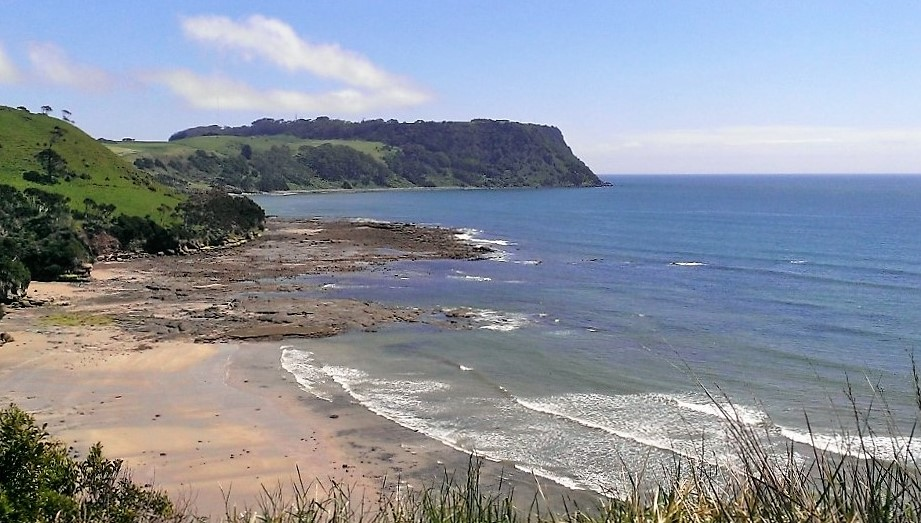
Table Cape in Tasmanien, ein Teschenit-Lakkolith

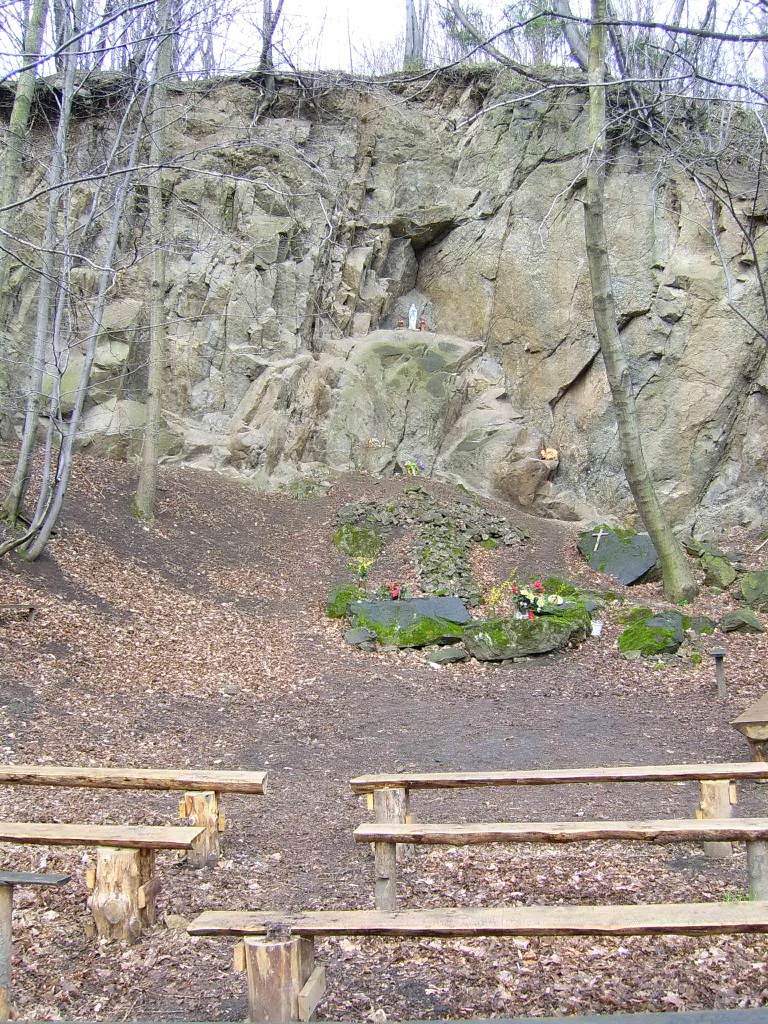
Teschenit-Steinbruch bei Rudów, Polen

Die Typlokalität bildet Teil einer Teschenit-Pikrit-Assoziation mit zahllosen kleineren Vorkommen im äußeren Karpatenbogen (Unterbeskidische Flyschzone), die sich vom nordwestlichen Mähren bis nach Südpolen aneinanderreihen. Ihr Intrusionsalter wird mit 128 bis 120 Millionen Jahre BP eingestuft (Unterkreide – Barremium bis Aptium), neuerdings auch etwas jünger mit 122 bis 110 Millionen Jahre BP (Aptium bis Albium).
- Australien:
  - Canberra – Kambah: Red Rocks Gorge am Murrumbidgee River – Känozoikum
  - New South Wales
    - Gunnadah
    - Hunter Valley – Black Jack Sill
    - Sydney – Prospect Intrusion 10 Kilometer westlich[5]

  - Queensland
    - Brisbane – mehrere Vorkommen im Kalbar-Distrikt, 60 Kilometer südwestlich[6]
      - Aratula
      - Frazerview

    - Flinders – Intrusion im Limestone Ridges District – post-Oligozän[7]

  - Tasmanien
    - Table Cape – 14 bis 13 Millionen Jahre BP (Mittleres Miozän, Langhium/Serravallium)[8]
- Costa Rica:
  - Guayacán[9] – 4,5 Millionen Jahre BP (Pliozän – Zancleum)[10]
  - Turrialba und Reventazón
- Georgien:
  - Guria
  - Kutaisi (Opurchkheti) – 86 ± 3 Millionen Jahre BP (Oberkreide – Coniacium)[11]
  - Samtskhe
- Indien:
  - Gujarat – Nir Wandh[12]
- Japan:
  - Oki-Inseln
  - Yaizu
- Neuseeland:
  - Acheron River, Canterbury[13]
  - Wellington[14]
  - Whangārei
- Österreich:
  - Rätikon – Arosa-Zone, südpenninischer Bereich
- Polen:
  - Bielsko-Biała
    - Punców – 96,3 ± 3,7 Millionen Jahre BP – Cenomanium
    - Rudów – 122,2 ± 0,9 Millionen Jahre BP[15]

  - Bludovicze
  - Boguszowice – Bogusit
  - Cieszyn (Nordbereich) – 122,0 ± 1,5 Millionen Jahre BP[15]
    - Hałcnów
    - Międzyrzecze Górne
    - Pastwiska

  - Marków – 109,8 ± 4,6 Millionen Jahre BP – Albium
  - Swietoszowka – 122,7 ± 4,7 Millionen Jahre BP
- Russland:
  - Elbrus – Kamarbon-Intrusion
- Schottland:
  - Ardrossan, Ayrshire
  - Arran – Dippin Sill
  - Auchans, Ayrshire
  - Bathgate – Blackburn
  - Charlestown, Fife
  - Dalmahoy Hill in den Pentland Hills
  - Edinburgh
    - Barnton
    - Salisbury Crags

  - Inchcolm
  - Islay – Cnoc Rhaonastil
  - Lugar – Lugar Sill – Unteres Perm
  - Saltcoats, Ayrshire
  - Shiant Islands – Tertiär
- Spanien:
  - Mallorca – Serra de Tramuntana[16]
- Taiwan
  - Taipeh: mehrere kleinere Vorkommen in einer Entfernung von rund 20 Kilometer südöstlich und südwestlich der Hauptstadt – Unteres Miozän
  - Penghu-Inseln
- Tschechien: im Silesikum der Westkarpaten
  - Baška
  - Český Těšín (Typlokalität), mehrere kleinere Vorkommen westlich und nordwestlich von Teschen
  - Frýdlantu nad Ostravicí
  - Lubno
  - Malenovice
  - Tichá